# مهرجان جدة التاريخية
مهرجان جدة التاريخية (بالإنجليزية: historic Jeddah Festival) هو أهم مهرجان يقام في مدينة جدة وثاني أهم مهرجان يقام في المملكة العربية السعودية بعد مهرجان الجنادرية. انطلق المهرجان عام 2014م في منطقة جدة التاريخية من خلال مسارات للفعاليات تبدأ من ميدان البيعة شمالا وحتى مركاز عمدة البحر واليمن جنوبا ومن باب البنط غربا وحتى باب مكة شرقا.
يهدف المهرجان على تسليط الضوء على منطقة جدة التاريخية وتعريف الزوار بها وبما تحتويه من معالم وارث تاريخي كبير بهدف المحافظة عليها واعادة احياء عادات وتقاليد أهلها، إضافة إلى جعلها مزاراً لأهالي وزوار عروس البحر الأحمر. وقد ساهم مهرجان جدة التاريخية (كنا كدا) بشكل كبير في تعزيز ملف انضمام جدة التاريخية لمنظمة اليونسكو وتسجيلها كموقع تراث عالمي يجدر الاهتمام به والمحافظة على تاريخه.
يتضمن مهرجان جدة التاريخية (كنا كدا) فعاليتين مصاحبتين له هما: رمضاننا كدا وعيدنا كدا. يقام مهرجان جدة التاريخية في إجازة منتصف العام الدراسي باسم كنا كدا، ويقام به حفل افتتاح برعاية أمير منطقة مكة المكرمة وأوبريت يشارك فيه عدد من النجوم وتستمر فعالياته لمدة 10 أيام وترتكز على الفعاليات التاريخية والثقافية والترفيهية، وتتحول منطقة جدة التاريخية أثنائه إلى متحف مفتوح يعود بالزائر إلى الحقبة المستهدفة لإعادة إحيائه وهي قبل 80 سنة، وتلي فعالية كنا كدا فعالية رمضاننا كدا والتي تنطلق بداية شهر رمضان المبارك وتستمر فعالياتها طيلة الشهر الكريم، وترتكز فعالياته بالشق الكبير على الماكولات الحجازية والغير الحجازية التي كانت حاضرة خلال الحقبة التاريخية المستهدفة والتسوق والتبرع، وهو الذي يعرف ب (Food Festival) وتلي فعاليات رمضاننا كدا فعالية عيدنا كدا والتي تكون خلال الاربع أيام الأولى من عيد الفطر المبارك، حيث ترتكز فعاليات عيدنا كدا على إحياء ليالي العيد الحجازية والتي كانت ترتكز على الفرحة والترابط بين سكان الحارة.

انطلق مهرجان جدة التاريخية (كنا كدا) في بداية عام 2014 وقد أقيم حتى الآن نسختين منه خلال العام 2014 وعام 2015م، عرف المهرجان خلال دوراته السابقة بكثرة زيارة كبار المسؤولين له كونه يعتبر من الأعمال الوطنية الرائدة في المنطقة وقد توج المهرجان في دورته الأولى بزيارة خادم الحرمين الشريفين الملك سلمان بن عبد العزيز آل سعود كما أن المهرجان يعتبر الأول على مستوى المملكة من حيث كثافة أعداد الزوار والمرتادين حيث أنه قد بلغ أعداد الزوار حتى نهاية النسخة الثانية 3 ملايين و 800 الف زائر

## نشأة المهرجان وادارته
انبثقت فكرة إقامة مهرجان جدة التاريخية (كنا كدا) لدى صاحب السمو الملكي الأمير سلطان بن سلمان رئيس الهيئة العامة للسياحة والآثار آنذاك قبل تغيير مسماها إلى هيئة السياحة والتراث الوطني، وذلك من أجل دعم ملف انضمام منطقة جدة التاريخية إلى قائمة التراث العالمي باليونسكو، وقدم هذا الاقتراح لصاحب السمو الملكي الأمير خالد الفيصل بصفته رئيس اللجنة العليا لتطوير جدة التاريخية، وقد أوكل الأمير خالد الفيصل ملف تنظيم وإدارة مهرجان جدة التاريخية لصاحب السمو الملكي الأمير مشعل بن ماجد محافظ جدة، ليصبح مهرجان جدة التاريخية (كنا كدا) بذلك أضخم فعالية تتولى إدارتها محافظة جدة بشكل كلي وقد امر سمو المحافظ بتشكيل لجنتين رئيسية لإدارة المهرجان:

### اللجنة العليا
والتي يقوم سموه شخصيا برئاستها وتضم في عضويتها مدراء فروع وامناء وروئساء الجهات التالية:
- جامعة الملك عبد العزيز.
- هيئة السياحة والتراث الوطني.
- أمانة محافظة جدة.
- غرفة جدة.
- شرطة جدة.
- مرور جدة.
- الدوريات الأمنية.
- المباحث العامة.
- الدفاع المدني.
- الهلال الأحمر.
- شركة المياه الوطنية.
- الشركة السعودية للكهرباء.
- شركة الاتصالات السعودية.
- إدارة تعليم جدة.
- جمعية الثقافة والفنون.
- عمد حارات الشام والمظلوم واليمن والبحر.
- وزارة الثقافة والإعلام.
- الموسسة العامة للتدريب التقني والمهني.
وتعمل هذه اللجنة على اعتماد الخطط التي يوضعها المنظم وتسهيل كافة العقبات والمخاطر وتعزيز الجهود، وتنشأ من هذه اللجنة لجان فرعية عند الحاجة مثل: لجنة تحديد المسارات برئاسة معالي امين محافظة جدة الدكتور هاني أبو راس، ولجنة توفير الخدمات الرئيسية (مواقف السيارات، ودورات المياه) برئاسة سعادة وكيل محافظة جدة الاستاذ محمد الوافي.

### اللجنة التنفيذية
يرأس اللجنة مندوب من محافظة جدة وهو الاستاذ عبد الله سعيد بن ضاوي، وتشمل في عضويتها مندوب من كافة الجهات الحكومية حيث تمنح له الصلاحيات لتمثيل الجهة وتقديم الخدمات المطلوبة وتسهيل العقبات التي تواجه المنظم، وتباشر اللجنة يوميا مهامها من موقع المهرجان قبل شهرين من انطلاقه وتنشا من اللجنة التنفيذية لجان فرعية مثل اللجنة الامنية ولجنة الخدمات ولجنة الفعاليات)، وقد تقرر اقامة النسخة الأولى في يوم 15-1-2014م.

### النسخة الأولى من مهرجان جدة التاريخية (كنا كدا)
اختار صاحب السمو الملكي الأمير مشعل بن ماجد التحالف الذي اقيم بين شركة بنش مارك لتنظيم المهرجانات ومؤسسة جدة وأيامنا الحلوة، لتتولى الأولى مهام التصميم والتنفيذ والتنظيم وتتولى الاخيرة الشق الاستشاري مهرجان جدة التاريخية (كنا كدا) ورسم الإستراتيجية والهوية للمهرجان وللنسخة الأولى منه، ويتم كل ذلك بإدارة وإشراف مباشر من محافظة جدة، وقد سخر سمو المحافظ كافة إمكانيات الجهات الحكومية وشبه الحكومية في المحافظة لانجاح هذا الحدث الهام، والذي قرر انطلاقه في يوم 15/1/2014م

و قد تم عمل حفل افتتاح كبير بحضور سمو رئيس هيئة السياحة والآثار آنذاك الأمير سلطان بن سلمان، وأمير منطقة مكة المكرمة في حينها الأمير مشعل بن عبد الله حضر حفل الافتتاح 3000 شخص، وقد شاهد الحضور أوبريت خير البحر وهو عبارة عن ملحمة مكونة من 4 لوحات تمثيلية وغنائية وشعرية وسرد تاريخي كتب كلماتها الشاعر د.عبد الإله جدع وكتب سيناريو اللوحات التمثيلية بندر با جبع وقام بالتلحين والأداء الفنان محمد الحداد برؤية وفكرة واشراف الثنائي المبدع منصور الزامل وزكي حسنين.

تحدث الاوبريت في اللوحة الأولى عن تاريخ مدينة جدة ونشأتها والتي قدرها المورخون قبل 2600 عام، وتحدثت اللوحة الثانية عن أهم نقطة تحول حدثت في تاريخ المدينة عندما أمر الخلفية عثمان بن عفان بجعلها فرضة لبيت الله الحرام والميناء الرئيسي للحجاج والمعتمرين القادمين من خلال البحر، وتحدثت اللوحة الثالثة عن دخول الملك عبد العزيز لمدينة جدة واللوحة الرابعة عن مدينة جدة اليوم شارك أكثر من 200 ممثل وراقص وكمبارس في اداء الاوبريت وتم اخراجها تقنياً بأفضل التقنيات الموجودة في العالم.

و قد أقيمت 48 فعالية ثابتة و 10 فعاليات متحركة، وبلغ العدد الاجمالي لزائري الفعالية خلال 10 أيام 750 الف زائر وزائرة

#### الفعاليات الثابتة
المطبخ المركب الحجازي، البيت الحجازي، مطعم كباب ميرو، الحرس، معرض الفنون التشكيلية، الأسر المنتجة، بسطة الكتب، معرض باعشن، معرض أرامكو للصور القديمة، متحف الطوابع، متحف العملات، معرض دكتنا، ستاند أب كوميدي، الكتاب، مسرحيات ثقافية، جامعة الملك عبد العزيز، موقف السيارات القديمة، متحف الصحف، معرض الملبوسات، معرض موسوعة جدة، فعالية العيد، المقهى الحجازي الشعبي، منارة المسجد العتيق، المطعم الحجازي، فنون شعبية، مركاز بيت البترجي، ألعاب الأطفال ومسرحية العرائس، كورة في الحارة، مقعد جدة وأيامنا الحلوة، مركاز عمدة محلة اليمن والبحر، قهوة شعبية، سلييلة، عرض صور قديمة، مقعد جدة وأيامنا الحلوة، البازان، مركاز عمدة محلة الشام والمظلوم، فيلم جدة التاريخية وثائقي، مطاعم شعبية، أتيلية الفنان هشان، رؤى الفن - البنجابي، معرض الصور الفوتوغرافية القديمة، عرض الفنان ضياء عزيز ضياء، متحف البستاني، معرض وأفلام وثائقية رحال، عين فرج يسر، الآليات القديمة للدفاع المدني والهلال الأحمر، مقعد العم أبو حسن، متحف عبد الرؤوف خليل، مركاز بيت جمجوم، معرض الكتاب

#### الفعاليات المتحركة
الفرح الحجازي، الباعة المتجولون، الحرفيين، السقا والزفا، عربية السقا، عربة الكرو، عربة الفيتون، مسرح الحارة، الرسامين، مسرح الحارة، الصور القديمة "مقعد جدة وأيامنا الحلوة"

### رمضاننا كدا 1
لان أهالي مدينة جدة اعتادوا على تخصيص يوم من أيام شهر رمضان المبارك لزيارة المنطقة التاريخية لشراء بعض مستلزمات العيد وتناول وجبة السحور من أحد بسطات الكبدة التي تصرحها الأمانة كل عام، وبعد النجاح المبهر الذي حققته فعاليات كنا كدا الأولى والذي اتسمت بحسن التنظيم والاحترافية في الاخراج قرر سمو رئيس اللجنة العليا للمهرجان اقامة فعاليات رمضاننا كدا، والتي ترتكز بالشق الكبير على استقطاب الماكولات الشعبية الحجازية لتعريف الزوار بما يحتويه الحجاز من مأكولات تشكل جزء كبير من تاريخية هذه المنطقة، وتوضح التركيبة السكانية للمدينة وكذلك للتطوير ما اعتاد عليه اهالي العروس واخراجه بالشكل الاحترافي البعيد عن العشوائية.

فقررت إدارة المهرجان اقامة فعاليات رمضاننا كدا وتعتبر فعالية مختصرة من حيث المكان حيث خصص لها مسار مناسب وتم توزيع فعالياتها حسب النسب التالية:
60٪ ماكولات، 20٪تسوق ومشتريات و 20 ٪ تثقيفية وتاريخية نظراً لانها من المرتكزات التي لا يمكن اقامة المهرجان دونها
فانطلق فعاليات رمضاننا كدا في غرة الشهر المبارك وامتدت حتى نهاية الشهر الكريم وذلك ب 25 فعالية

#### الفعاليات الثابتة
شبابنا، النبتة الخضراء، دكتنا، لومار، سوق زمان، قهوة الرشيدي، فعالية قودي، فعالية عافية، فعالية تايد، حكواتي الأطفال، مطعم كباب ميرو، فعالية بيبسي، فعالية ربيع، المصوراتي، مسرح البلد، البرزة، فطور فارس 

#### الفعاليات المتحركة
بسطات البليلة، بسطات المأكولات الشعبية، بسطات التمور، بسطات الآيسكريم، عربيات الشربات، الحكواتي، بسطات الحلويات، بابا فرحان

### عيدنا كدا1
لأن مراسم عيد جدة التاريخية تتميز بفعاليات تتسم بالتميز والاصالة حيث اعتاد اهالي جدة التاريخية على العمل على كافة مراسم الفرح بالتكاتف والتعاضد بين أبناء الحارة وأعيانها، ومن هذا المنطلق تم تصميم فعاليات عيدنا كدا على الفرحة الجماعية والتعاضد والتلاحم فانطلقت فعاليات عيدنا كدا بأنشطة تاريخية أوشكت بعض منها على الانقراض، فحضرت فعالية البرزة بعد طول غياب وهي مكان بارز في الحارة يختاره العمدة والاعيان ويقومو بتزينه لاستقبال اهالي الحارات الأخرى لتبادل التهاني والتبريكات ولعب المزمار والاستماع لفن الدانة كما كانت فعالية المداريه وهي الملاهي القديمة، التي تعمل يدويا والتي تشابه الحديثة التي تعمل آلياً الا انها احتفظت بعبق الماضي الاصيل، فشاهد الزوار تجسيدا لما كان يقام تاريخياً في برحة العيدورس وحديثا في برحة الكدوة إضافة إلى عديد من الفعاليات الأخرى التي تواكب حداثة العروس، كالمسرحيات وبعض الفعاليات الترفيهية.

فعاش زوار عيدنا كدا في نسخته الأولى التي بلغ عددهم 200 الف زائر وزائرة اجواءاً فريدة ملئها الفرحة والتعاضد وانتهت بفضل الله النسخة الأولى من مهرجان جدة التاريخية كنا كدا وفعالياتها المصاحبة رمضاننا كدا وعيدنا بنجاح شهد له القاصي والداني حيث تحققت كافة الاهداف المرجووة من اقامة المهرجان.

#### الفعاليات الثابتة
شبابنا ، النبتة الخضراء ، دكتنا ، لومار ، سوق زمان ، قهوة الرشيدي ، فعالية قودي ، فعالية عافية ، فعالية تايد ، حكواتي الأطفال ، مطعم كباب ميرو ، فعالية بيبسي ، فعالية ربيع ، المصوراتي ، مسرح البلد ، البرزة ، فطور فارس.

#### الفعاليات المتحركة
بسطات البليلة، بسطات المأكولات الشعبية، بسطات التمور، بسطات الآيسكريم، عربيات الشربات، الحكواتي، بسطات الحلويات، بابا فرحان